# Scabrotrophon densicostatus
Scabrotrophon densicostatus är en snäckart som först beskrevs av Aleksandr Nikolaevich Golikov 1985.  Scabrotrophon densicostatus ingår i släktet Scabrotrophon och familjen purpursnäckor. Inga underarter finns listade i Catalogue of Life.